# Salvador Sarrà i Serravinyals
Salvador Sarrà i Serravinyals   (Sabadell, 1 d'abril de 1902 - Santiago de Xile, 25 d'abril de 1965) fou un polític, empresari i escriptor català. Va ser regidor de Cultura de Sabadell del 1933 al 1939 i, exiliat a Xile, va crear i dirigir una empresa vinícola.

## Biografia
Fill dels treballadors Ramon Sarrà i Rodó i Isabel Serravinyals i Sebastià, es quedà orfe de mare a l'edat de 13 anys. Sarrà va estudiar a les Escoles Pies de Sabadell i a l'Escola Superior de Comerç de Barcelona. Començà a treballar de jove en diversos despatxos de la ciutat i exercí de comptable i expert en costos i organització comercial a S.A. de Pentinatge i Olis Gambús, mentre a les nits impartia classes al Centre de Dependents del Comerç i de la Indústria de Sabadell. El 1923 es va casar amb la sabadellenca Emília Carbonell i Espau, amb qui va tenir quatre fills. Sarrà va impartir conferències sobre art, literatura, música, filosofia i, sobretot, sobre l'educació.
L'any 1933 es va afiliar a Esquerra Republicana, perquè hi tenia amics, com Lluís Companys, aleshores diputat per Sabadell. Va ser regidor de Cultura de l'Ajuntament de Sabadell del 1933 al 1939. Durant el seu mandat, la cultura i l'educació van viure moments d'esplendor. El Dia del Llibre del 1933 es va celebrar per primer cop al carrer; els escolars van anar a la plaça de l'Ajuntament a recollir el llibre que el consistori regalava a tots els alumnes de les escoles públiques de la ciutat. Aquesta pràctica, que pretenia conscienciar els escolars i la població adulta de la importància de la lectura, es va celebrar per última vegada el 1936.
Lluís Companys el va nomenar comissari per a la protecció i ús públic de propietats abandonades i amb aquest càrrec Salvador Sarrà va aprofitar locals buits i hi va crear centres culturals i escolars, com ara l'Institut Escola J. B. Cossio, l'Escola de Comerç Valentí Almirall, l'Escola d'Infermeres, l'Escola de Llengües, l'Escola Tèxtil Superior, l'Escola de Puericultura, etc., i va fundar el segon Institut Obrer de l'Estat espanyol –abans que el de Barcelona i Madrid.
El 1937 Salvador Sarrà fou nomenat president de la Federació de Municipis Catalans i membre destacat del Consell de l'Escola Nova Unificada (CENU), l'organisme de la Generalitat que vetllava per l'educació a Catalunya.

## Exili
A les acaballes de la Guerra Civil, marxà tot sol cap a França pel febrer de 1939. Després de ser internat al camp de concentració d'Argelers, es trobà amb la família i pel novembre s'exiliaren a Santiago de Xile, on va adquirir vinyes i cellers i fundà una empresa vinatera. Va ser un pioner de les exportacions de vi xilenes. Va ser un dels primers empresaris de Xile que va adoptar voluntàriament un sistema de previsió en el treball, el qual la legislació xilena va adoptar. El govern xilè el va nomenar delegat del gremi de vinaters al Consell del Comerç Exterior –organisme governamental– i assessor del gremi de la banca.
A Santiago de Xile –on és enterrat–, va ser membre del Centre Català, president de la Mutual Catalana i dirigent de l'Agrupació Patriòtica Catalana, com també un dels fundadors de l'editorial El Pi de les Tres Branques –amb Joan Oliver i Xavier Benguerel–. L'any 1962 va ser el secretari d'organització dels Jocs Florals a l'exili, que van tenir lloc a la capital xilena, presidits per Margarida Xirgu.
El 25 d'octubre de 1995 l'Ajuntament de Sabadell –a instàncies d'ERC– li dedicà uns jardins al barri de la Cobertera, que es van inaugurar el 13 d'abril de 1996.

## Obra

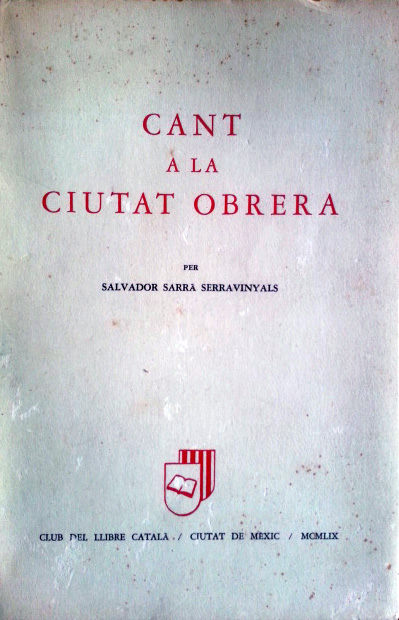
Portada del llibre Cant a la ciutat obrera, de Salvador Sarrà i Serravinyals

- Xenius. La nova promoció catalana davant de la campanya de descrèdit orsià, conferència llegida a l'Ateneu Enciclopèdic Popular de Barcelona el 14 d'octubre de 1926. Editada per l'Editorial Lux, de Barcelona, el 1927.
- Traducció al català de Caliban parla, de l'escriptor i crític literari francès Jean Guéhenno, editada per les Publicacions La Fona, de Sabadell, el 1933.
- Cant a la ciutat obrera, en el qual glossa la seva visió d'un Sabadell ideal. Editat a Mèxic el 1959.[1] Amb aquest llibre va guanyar un premi als Jocs Florals celebrats a l'Alguer el 1961.